# Wainwright (Alberta)
Wainwright è un comune (town) del Canada, situato nella provincia dell'Alberta, nella divisione No. 7.